# Les corps ouverts
Les corps ouverts è un film del 1998 diretto da Sébastien Lifshitz. Il cortometraggio è stato insignito del Premio Qualità del Centre National de la Cinématographie del 1998. Ha inoltre ottenuto il Prix Kodak al Festival di Cannes e Premio Jean Vigo per il miglior cortometraggio.

## Trama
La pellicola racconta la storia di Rémi, un ragazzo omosessuale francese di origine maghrebina, confuso dall'evolversi delle sue esperienze sessuali.

## Riconoscimenti
- 1998: Prix Kodak cortometraggio al Festival di Cannes.
- 1998: Premio Jean Vigo cortometraggio.